# Randau-Calenberge

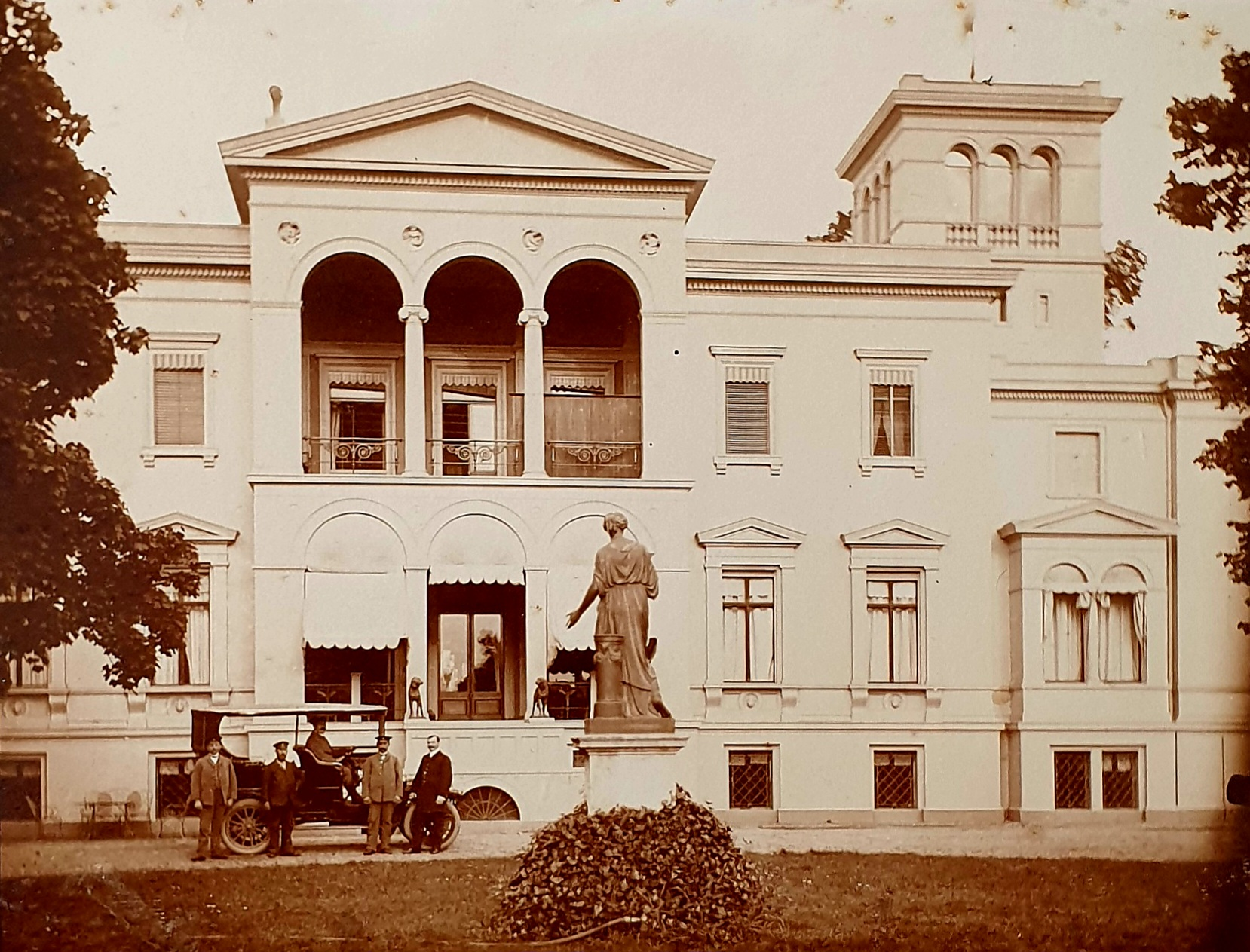
Schloss Randau im Besitz der Familie Moritz Paul Hennige, 1863 bis 1928

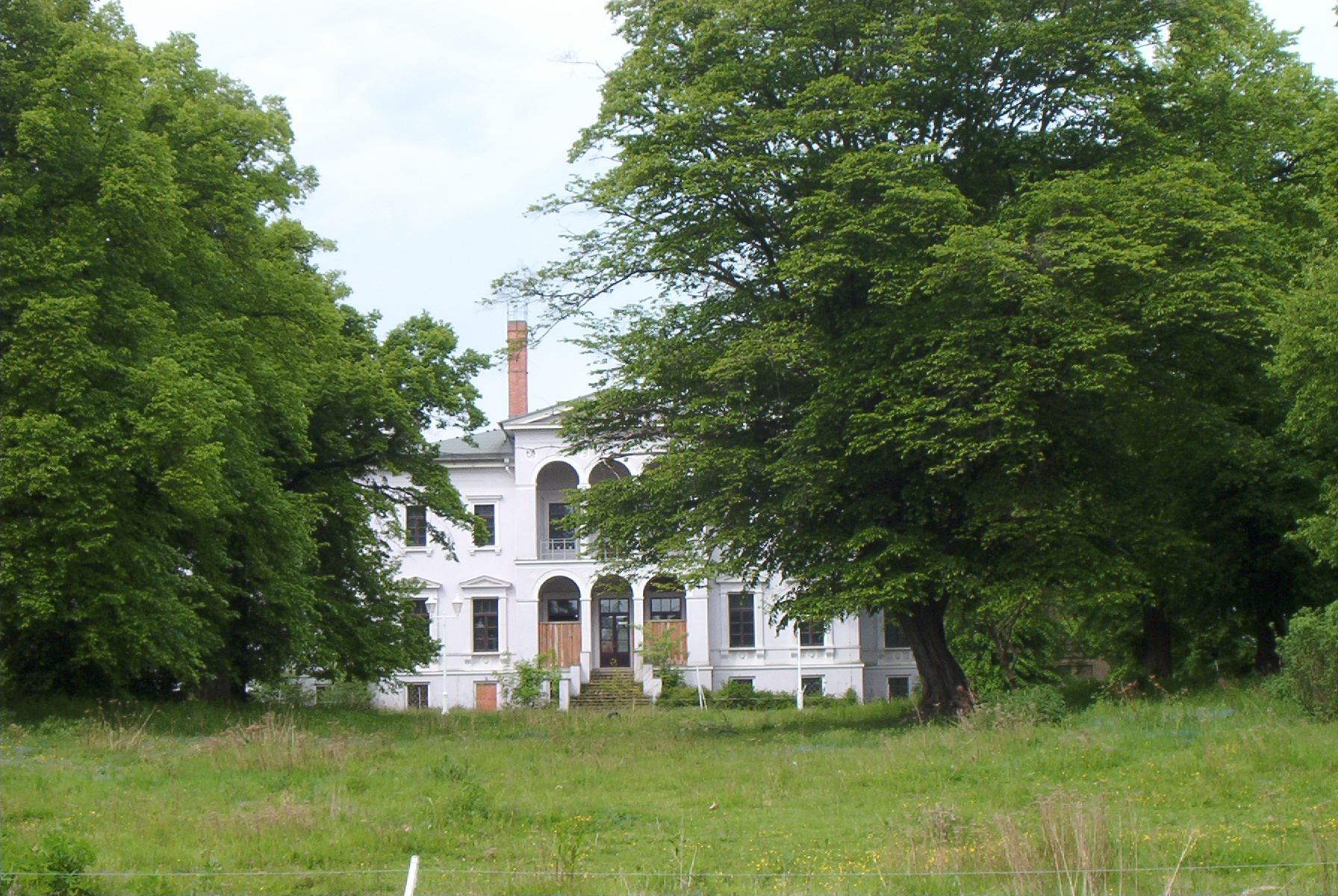
Schloss Randau

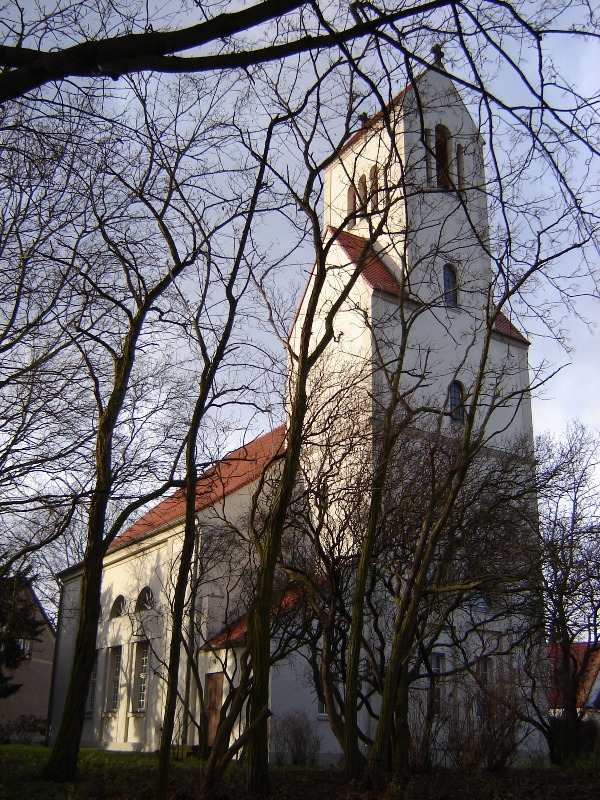
Kirche Randau

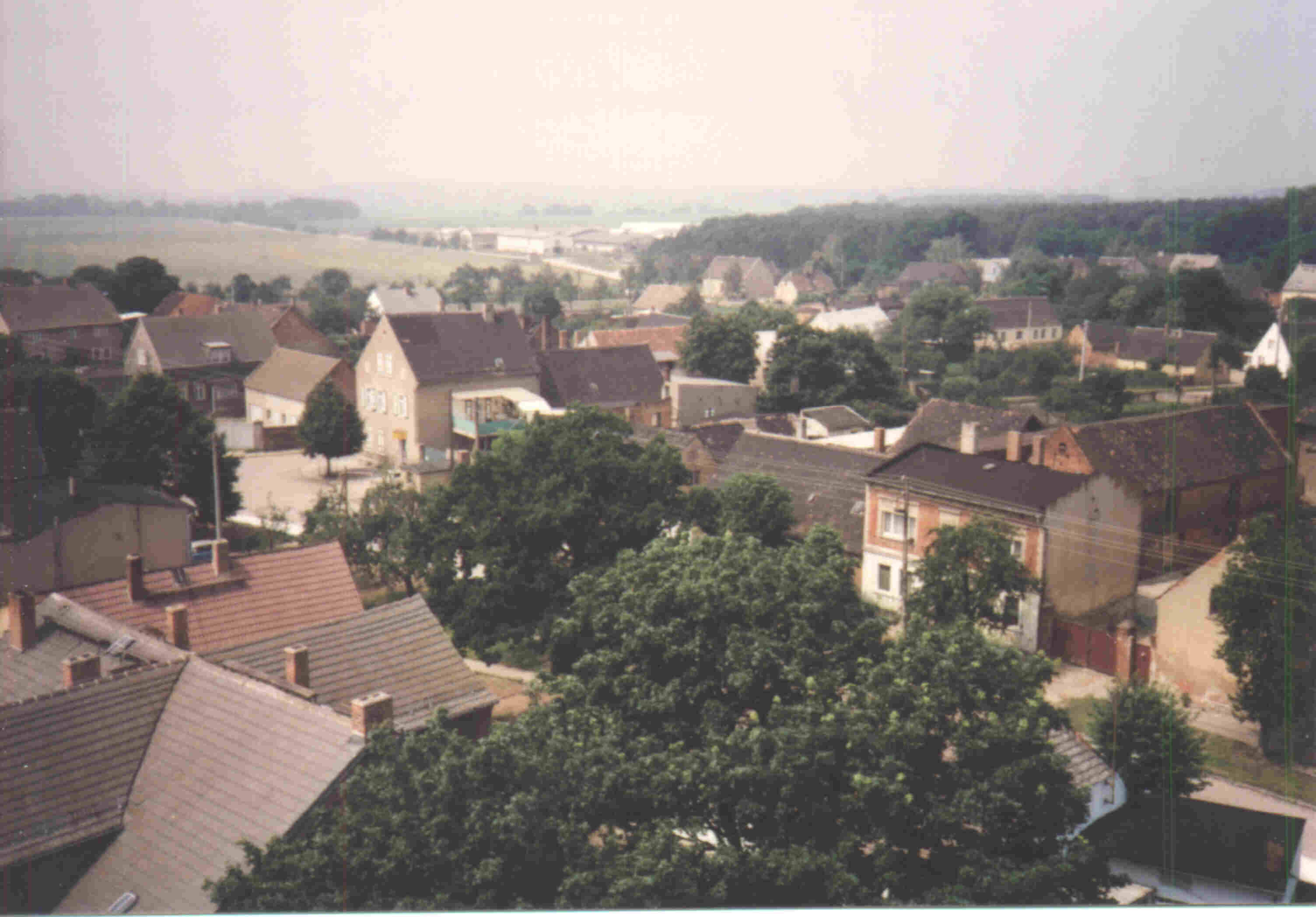
Blick vom Randauer Kirchturm auf das Dorf

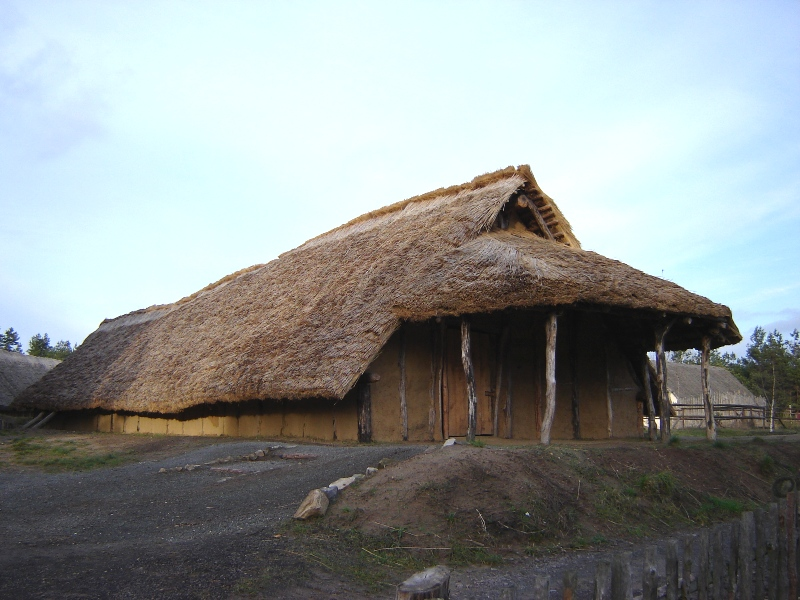
Steinzeithaus Randau

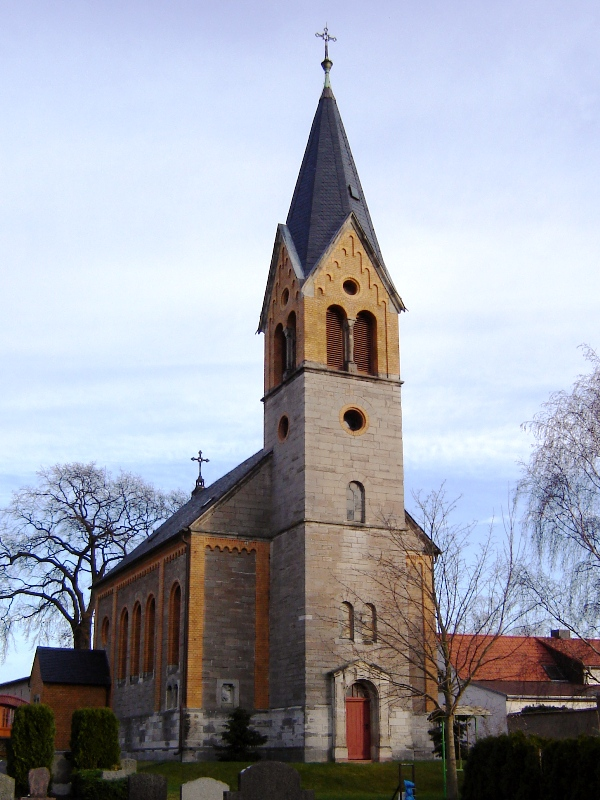
Kirche Calenberge

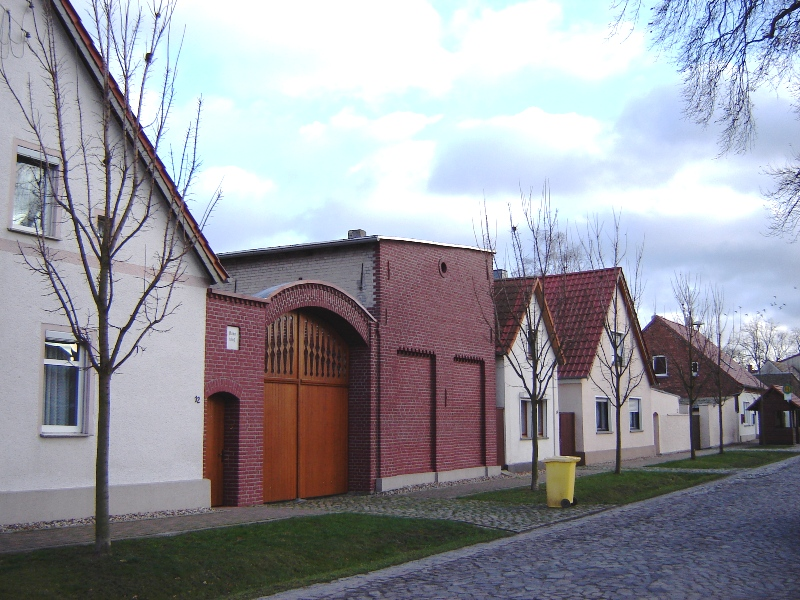
Dorfstraße Calenberge

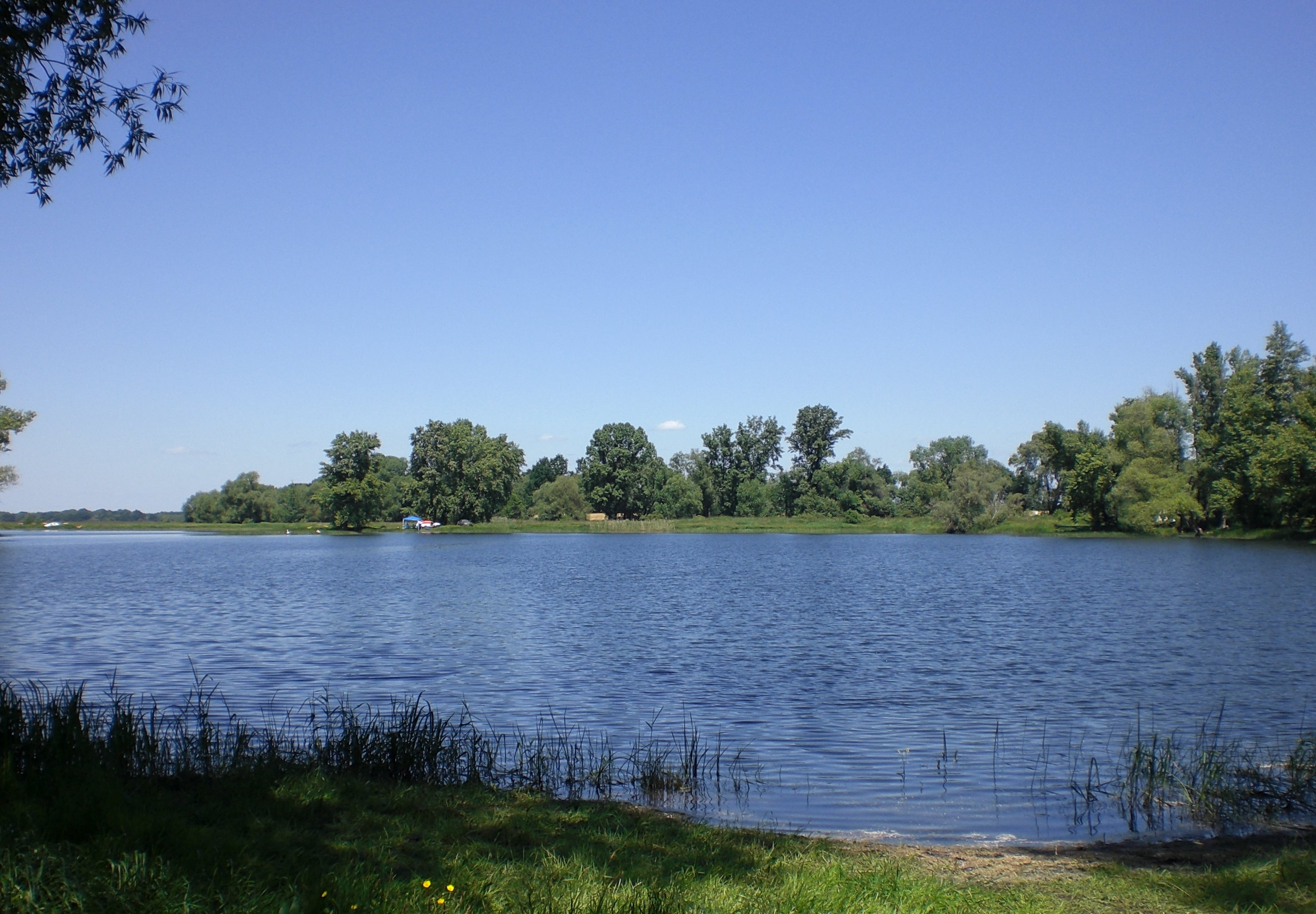
Randauer Baggerloch

Randau-Calenberge ist ein im Südosten gelegener Stadtteil der Landeshauptstadt von Sachsen-Anhalt, Magdeburg. Mit 13,7176 km² gehört er zu den flächenmäßig größten Stadtteilen, ist aber mit etwa 557 Einwohnern (Stand 31. Dezember 2021) nur dünn besiedelt.

## Geographie
Wie der Name bereits aussagt, besteht der Stadtteil aus zwei Orten. Randau mit einer bebauten Fläche von 0,4 km² liegt im Zentrum des Stadtteilgebietes, Calenberge mit nur 0,2 km² Bauzone liegt Luftlinie einen Kilometer östlich, auf der Straße beträgt die Entfernung jedoch drei Kilometer. Im Westen wird der Stadtteil von der Elbe begrenzt, im Süden und Osten schließt sich der Salzlandkreis an. Kreuzhorst und Pechau sind die benachbarten Stadtteile im Nordosten. Neben der Elbe bilden ein alter Elbarm und der Elbe-Umflutkanal weitgehend natürliche Grenzen. Ein weiterer alter Elbarm durchquert den Stadtteil von Nord nach Süd und trennt auch die beiden Ortsteile voneinander. In der Gemarkung befinden sich weitere kleine Seen und Tümpel wie das Randauer Baggerloch, Der Schwarze Krüger, die Jägerkolke, Rüsternpfuhl, Fuchsbusch, Sonnensee, Steinför, der Gieselerpfuhl, die Pfingstwiesenkolke, die Gehrenkolke, der Calenberger See und die Höllenkolke. Westlich von Randau verläuft der der Entwässerung dienende Franzosengraben.
Beide Ortsteile sind reine Wohnsiedlungen, liegen etwa 12 Kilometer vom Magdeburger Stadtzentrum entfernt und sind über eine Buslinie an das Nahverkehrsnetz der Stadt angeschlossen. Etwa 90 % der Stadtteilfläche bestehen aus Wiesen und Ackerland, die hauptsächlich von einer in Randau ansässigen Agrar GmbH bewirtschaftet werden.

## Geschichte

### Randau
Anhand archäologischer Funde ist nachgewiesen, dass das Randauer Gebiet im frühen Mittelalter von Slawen besiedelt war, der Ortsname Randau (1236 erstmals erwähnt als Randowe) ist slawischer Herkunft. Vermutet wird eine Besiedelung aber bereits zur mittleren Steinzeit (4000–5000 v. Chr.).
In einem Vergleich zwischen dem Magdeburger Kloster Unser Lieben Frauen und einem Iwan von Dornburg, datiert vom 28. Mai 1236, wird als Zeuge Thegenardus de Randowe aufgeführt. Dieses Datum gilt als urkundliche Ersterwähnung des Ortes und auch der Ritter von Randau. Die zu dieser Zeit vorhandene Burg wurde zur Zeit des Erzbischofs Burkhard II. (1295–1305) von den Magdeburger Bürgern erobert und zerstört. Darüber gibt es eine anschauliche Sage.
Als Rittergut wurde der Ort 1309 in Form einer Schenkung der Stadt Magdeburg dem Erzbischof Burkhard III. überlassen. Dieser verkaufte das Gut umgehend weiter. Die Familie von Alvensleben ist ab 1391 bis zur Mitte des 19. Jahrhunderts als Eigentümer nachgewiesen. Um 1609 wurde anstelle der alten Burg das Schloss Randau errichtet, welches jedoch bereits 1631 während der Eroberung Magdeburgs durch Tilly zusammen mit dem gesamten Ort wieder zerstört wurde. Mitte des 18. Jahrhunderts ließen die von Alvensleben erneut ein diesmal barockes Gutshaus bauen, und in der Folgezeit wurde das Rittergut durch weitere Bauten ergänzt. Administrativ gehörte Randau bis 1815 zum Holzlandkreis des Herzogtums Magdeburg.
Erst mit der preußischen Verwaltungsreform von 1815 kam Randau zum Landkreis Jerichow I. Mit dem Niedergang der Familie von Alvensleben verfiel der Gutshof in der ersten Hälfte des 19. Jahrhunderts. 

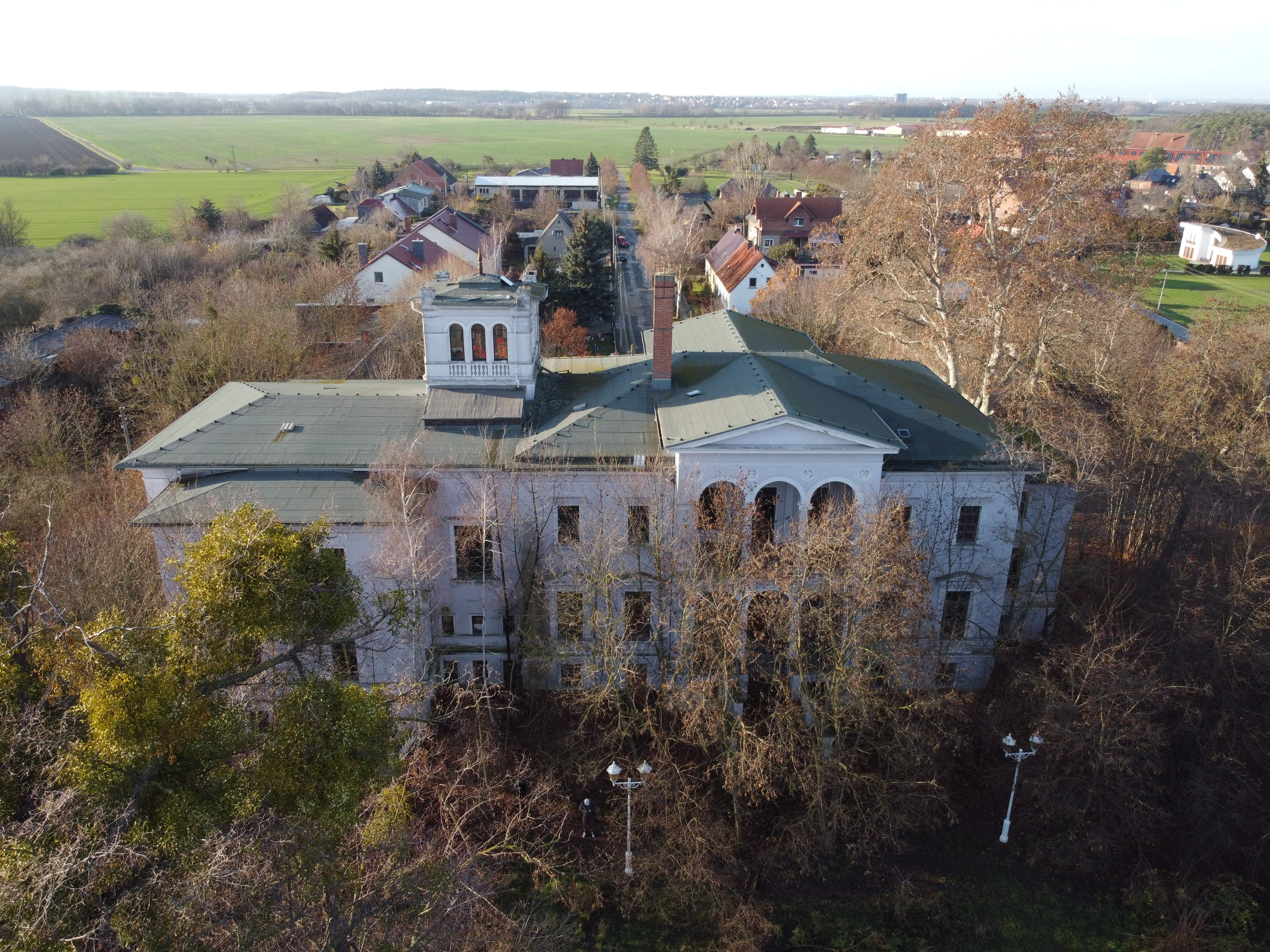
Parkseite des Schlosses Randau

Im Jahr 1863 wurde die als Rittergut bezeichnete Anlage an den Magdeburger Unternehmer und Kommerzienrat Paul Hennige verkauft.

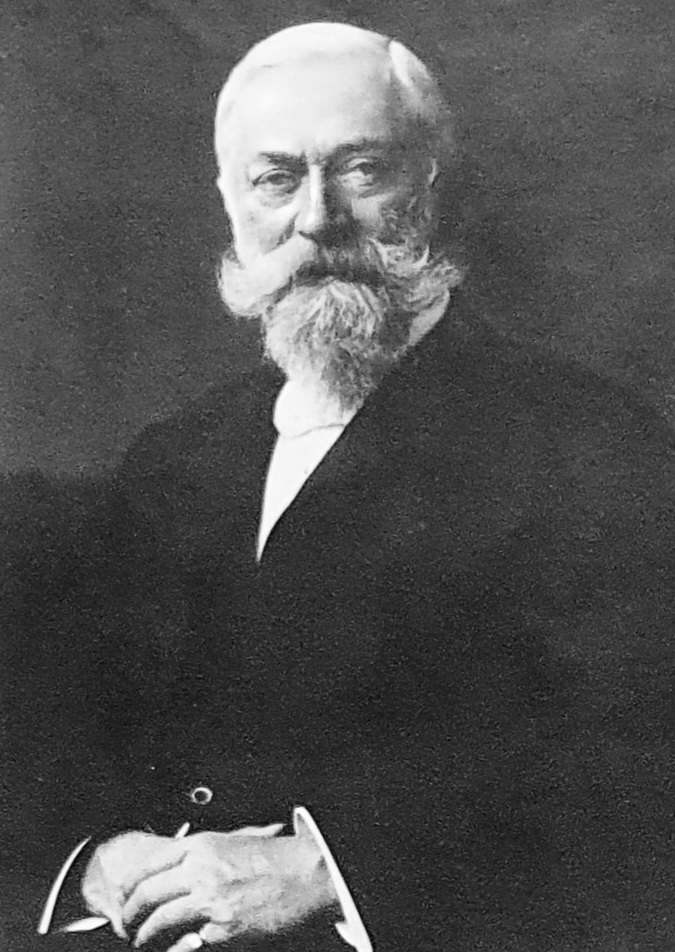
Paul Hennige

Hennige gelang es, den verlorenen Grundbesitz wieder hinzuzukaufen und so den ursprünglichen Umfang des Betriebs wieder herzustellen.
1885 wurde auf den Grundmauern des alten Gutshauses das Schloss Randau erbaut. Das Gebäude weist eine klassizistische Form auf.

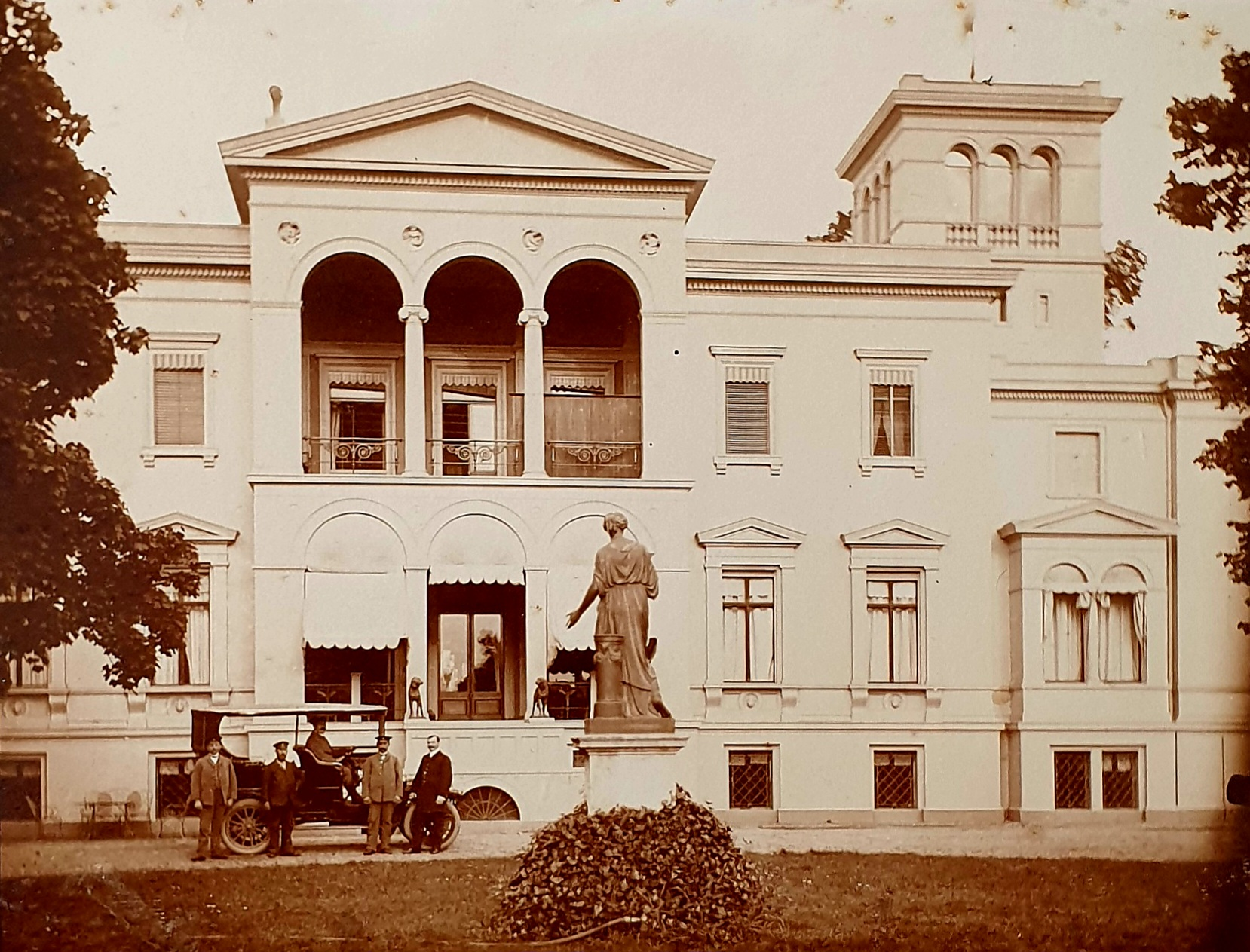
Schloss Randau im Besitz der Familie Hennige

Das Schloss samt Rittergut war bis 1928 im Besitz der Familie Hennige.
Am 17. Oktober 1928 wurde der Gutsbezirk Randau mit der Landgemeinde Randau vereinigt.
1910 lebten 300 Einwohner in Randau. Haupterwerbszweig war die Landwirtschaft. Sie wurde 1958 zwangskollektiviert und in zwei Landwirtschaftliche Produktionsgenossenschaften und einer Schweine- und Rinderzuchtanlage weitergeführt.

### Calenberge
In einer vom Papst Innozenz III. 1209 ausgestellten Urkunde über den Besitz des Magdeburger Kloster Berge wird Calenberge erstmals offiziell erwähnt. Mit der Bildung der sächsischen Kreise kam Calenberge 1533 zum Amtsbezirk Gommern im Kreis Belzig. Als Verbündeter Napoleons überließ der sächsische König Friedrich August 1808 das Amt Gommern den Franzosen, sodass auch Calenberge bis 1813 zum französisch beherrschten Königreich Westphalen gehörte. Mit der Eroberung durch Preußen kam Calenberge zum Landkreis Jerichow I. 1882 riss man die alte Kirche ab und errichtete an ihrer Stelle ein neues Gotteshaus im neoromanischen Stil. Trotz des Baus einer befestigten Straße nach Magdeburg im Jahre 1884 stagnierte die Entwicklung des Ortes, der noch 1910 lediglich 155 Einwohner aufwies.

### Zusammenlegung und Eingemeindung
Die Gemeinden Calenberge und Randau gehörten ursprünglich zum Landkreis Jerichow I und seit 1950 zum Kreis Schönebeck. Am 20. Juni 1957 wurden sie zur Gemeinde Randau-Kalenberge (tatsächlich mit „K“ verzeichnet) zusammengelegt. Die vereinigte Gemeinde hatte 1964 581 Einwohner. Am 1. Juli 1994 erfolgte die Eingemeindung nach Magdeburg.

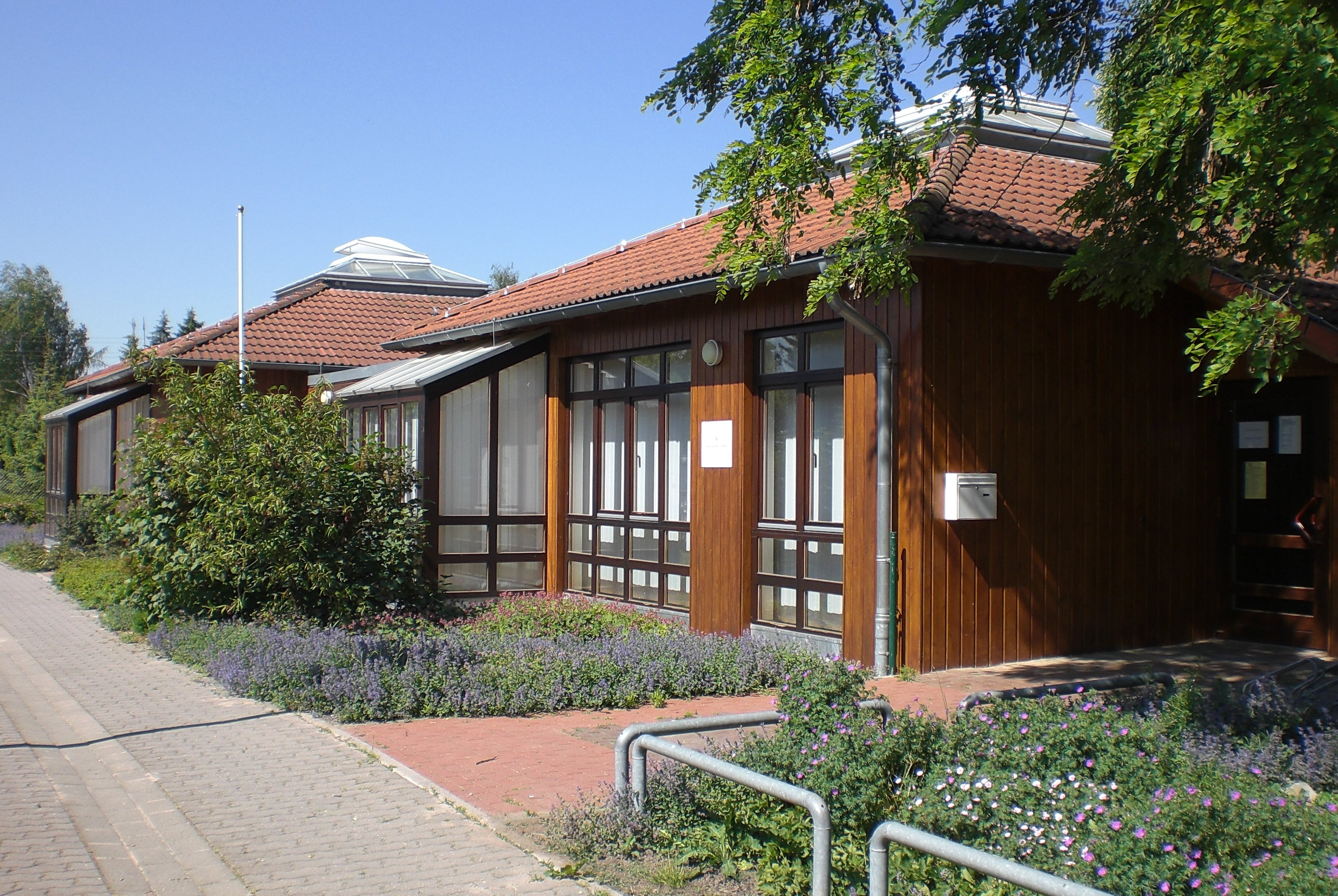
Bürgerhaus Randau

## Sehenswürdigkeiten
Die in Randau-Calenberge vorhandenen Kulturdenkmale sind im örtlichen Denkmalverzeichnis aufgeführt.
- St.-Sophie-Kirche Randau
- St.-Georg-Kirche Calenberge
- Gutshaus Schloss Randau
- Steinzeitdorf Randau, Freilichtmuseum mit Rekonstruktionen steinzeitlicher Gebäude

Über die Fähre Westerhüsen besteht für den Rad-, Fuß- und Landwirtschaftsverkehr ein Übergang über die Elbe zum Stadtteil Westerhüsen.

## Persönlichkeiten
- Andreas I. von Alvensleben (1495–1565), Burgherr auf Burg Calvörde, Schlossherr von Schloss Eichenbarleben und Schloss Randau.

- Moritz Paul Hennige (* 15. Juni 1839 in Magdeburg; † 22. Juli 1903 in Randau) war ein deutscher Unternehmer und Mäzen und brachte das Rittergut nebst Schloss Randau und Ländereien zu neuer Blüte.